# ليلى أمغود
ليلى أمغود عالمة في علوم الحاسوب، مديرة للبحوث في المركز الوطني الفرنسي للبحث العلمي (CNRS)، نائبة مديرة معهد تولوز للبحوث بالعلوم الحاسوبية (IRIT)، وحاصلة على كرسي الدلائل في معهد تولوس للذكاء الاصطناعي والطبيعي (ANITI). يشمل بحثها الحجة عن الذكاء الاصطناعي الموضح.
 

## التعليم والمهنة
ولدت أمغود في الجزائر، ودرست في المدرسة الوطنية العليا للإعلام الآلي بالجزائر. حصلت على الدكتوراه عام 1999 من جامعة تولوز 3 - بول ساباتييه [الإنجليزية]. أطروحتها للدكتوراه بعنوان المساهمة في تكامل التفضيلات في السبب المنطقي (بالفرنسية: Contribution a l'intégration des préférences dans le raisonnement argumentatif)‏ ، تحت إشراف كلوديت كيرول [الإنجليزية].
أصبحت باحثة في المركز الوطني الفرنسي للبحث العلمي (CNRS) في عام 2001، بعد أبحاث ما بعد الدكتوراه في إنجلترا. عُينت مديرة للأبحاث في المركز الوطني الفرنسي للبحث العلمي في عام 2007.
```
في عام 2009، أكملت 
التأهيل
 بأطروحة 
«
مساهمات في نظرية الحجة وتطبيقاتها
»
.
[
6
]
```

## تقدير
أمغود هي زميلة في الجمعية الأوروبية للذكاء الاصطناعي [الإنجليزية].

## روابط خارجية
- الصفحة الرئيسية
- ليلى أمغود منشورات مفهرسة من قبل جوجل سكولار   مُدرجة في فهرس